# Siddapur
Siddapur là một thị xã panchayat của quận Uttara Kannada thuộc bang Karnataka, Ấn Độ.

## Địa lý
Siddapur có vị trí 12°18′B 75°52′Đ / 12,3°B 75,87°Đ Nó có độ cao trung bình là 914 mét (2998 feet).

## Nhân khẩu
Theo điều tra dân số năm 2001 của Ấn Độ, Siddapur có dân số 14.049 người. Phái nam chiếm 51% tổng số dân và phái nữ chiếm 49%. Siddapur có tỷ lệ 77% biết đọc biết viết, cao hơn tỷ lệ trung bình toàn quốc là 59,5%: tỷ lệ cho phái nam là 82%, và tỷ lệ cho phái nữ là 72%. Tại Siddapur, 11% dân số nhỏ hơn 6 tuổi.